# هاولز
هاولز (انگلیسی: Havells) شرکت تجهیزات الکتریکی هندی است، که در سال ۱۹۵۸ توسط قیمت رای گوپتا تأسیس شد.